# ثيلما رينيه كينت
ثيلما رينيه كينت (بالإنجليزية: Thelma Rene Kent)‏ هي مصورة نيوزيلندية، ولدت في 21 أكتوبر 1899، وتوفيت في 23 يونيو 1946.